# Synopeas eugeniae
Synopeas eugeniae är en stekelart som beskrevs av Jean-Jacques Kieffer och Herbst 1911. Synopeas eugeniae ingår i släktet Synopeas och familjen gallmyggesteklar. Inga underarter finns listade i Catalogue of Life.